# Rivière Raquette
Pour les articles homonymes, voir Raquette.
Raquette river est un affluent rive droite du fleuve Saint-Laurent mais dont le cours se situe exclusivement dans l'État de New York. Avec ses 235 km de long, il est la troisième plus longue rivière de l'État.

## Présentation
La rivière est une destination populaire pour la pratique du canoë et du kayak. Il prend sa source dans les monts Adirondacks et traverse de nombreux lacs naturels et artificiels jusqu'à sa destination finale à Akwesasne sur le fleuve Saint-Laurent. La rivière comporte 27 centrales hydroélectriques exploitées par Brookfield Power qui ont une capacité de production de 181 mégawatts.
Historiquement, le fleuve fait partie de la Route des Adirondacks, par lequel il était possible de parcourir des centaines de kilomètres en canot ou kayak entrecoupés de courts tronçons de portage pour relier les divers cours d'eau navigables.